# 차량기술사회
사단법인 차량기술사회는 차량기술에 관한 연구, 설계, 분석, 조사, 평가, 진단, 시험, 감정, 감리, 기술판단, 기술자문(컨설팅), 기술지도, 기술중재, 자동차가격산정 등 기술사법 제3조 및 자동차관리법에 제58조에 규정된 기술사의 직무 기술을 보급 및 개발하고, 자동차산업의 건전한 발전에 기여하고자 창립된 국내 최고의 차량기술 전문가 단체이다.
또한 차량기술사회의 구성원인 차량기술사는 국가기술자격법에 의한 자동차 분야 최고 자격자로서, 우리나라 자동차산업의 설계, 제조, 생산, 안전, 평가, 정비, 교육 등 각 분야에서 전문지식과 실무경험을 바탕으로 국가경쟁력 향상에 일익을 담당하고 있다.

## 연혁
2019.09. 국토교통부 산하 사단법인 차량기술사회 출범
2020.02. 자동차가격조사산정 평가기준 개정 (2016년 제정)
2022.10. 교통안전공단 F-PTI 업무개선을 위한 안전기준 분석 용역 협약
2023.04. 국토교통부 ‘전기자동차 안전성평가 및 통합안전관리 기술 개발’ 기술 용역 협약 (23.4 ~ 26. 12)

## 활동
- 서울시설공단 자동차 구매 평가위원 추천

- 서울소방재난본부 제안서 평가위원 추천

- 서울특별시 감사위원회 특정제품 선정심사 위원 추천

- 서울특별시 자치경찰위원회 특정제품 선정심사 위원 추천

- 서울특별시 소방차량 제조 구매 제안서 평가위원 추천

- 한독상공회의소 아우스빌둥 출제 및 채점위원 추천

- 서울특별시 공용차량 구매사항 검토를 위한 차량기술사 추천

- 서울특별시 특정제품 심사위원 추천

- 서울특별시 공용차량 구매검토를 위한 차량기술사 추천

- 전기자동차 정비제도 개선위원회 자문회의 1차

- 전기자동차 정비제도 현장전문가 회의 1차

- 강동구청 공용차량 구매사항 검토를 위한 차량기술사 추천

- 서부공원 여가센터 공용차량 구매를 위한 차량기술사 추천

- 작업차량 구매사항 검토를 위한 차량기술사 추천

- 서울교통공사 23년 전기차 구매를 위한 특정제품심사위원회 위원 추천

- 국민이 안전한 전기차시대 어떻게 준비할 것인가? 국회 세미나 개최

- 서울특별시 시민감사옴부즈만위원회 관용차량 조달구매를 위한 위원 추천

- 서울물재생시설공단 친환경 차량구매 선정심사위원회 후보자 추천

- 서울시자치경찰위원회 전기자동차 구매를 위한 특정제품심사위원 추천

- 2023 오토살롱 위크-전기자동차 정비제도 의견(수요)조사

- 서울시설공단 특정제품심사위원회 심사위원 후보자 추천

- 전기자동차 정비제도 포럼 - 정비제도 개선을 위한 발전 방향

- 전기자동차 정비제도 개선위원회 자문회의 2차

- 서울시청 특정제품심사위원회 위원 추천

- 전기자동차 정비제도 현장전문가 회의 2차

- 서울시 서부공원 여가센터 차량기술사 추천

- 서울시 북부도로사업소 공용차량구매를 위한 위원추천

- 서울시 소방재난본부 소방차량 제조ㆍ구매 제안서 평가위원 추천

- 전남소방본부 소방차량 교체ㆍ보강 사업 관련 제안서 평가위원 추천

- 은평병원 특정제품 선정심사위원회 심사위원 추천

- 서울시설공단 업무용차량 통합구매를 위한 특정제품 선정심사위원 추천

- 서울시설계획과 특정제품 선정심사위원회 위원 추천

- 서울대공원 청소차량 구매검토를 위한 위원 추천